# 2. HOL za žene 1992./93.
Druga hrvatska odbojkaška liga za žene za sezonu 1992./93. je predstavljala drugi rang odbojkaškog prvenstva Hrvatske za žene.

## Poredak
| mj.     | klub                       |
| ------- | -------------------------- |
| 1.      | Viadukt (Zagreb)           |
| 2.      | Rječina (Rijeka - Dražice) |
| 3.      | Student (Osijek)           |
| 4.      | Dubrovnik (Dubrovnik)      |
| 5. – 8. | Kastav (Kastav)            |
| 5. – 8. | Brda (Split)               |
| 5. – 8. | Šibenik (Šibenik)          |
| 5. – 8. | Marsonia (Slavonski Brod)  |

## Unutarnje poveznice
- Prva liga 1992./93.